# Cam Fowler
Cameron Matthew "Cam" Fowler, född 5 december 1991 i Windsor, Ontario, är en amerikansk-kanadensisk professionell ishockeyback som spelar för Anaheim Ducks i National Hockey League (NHL).
Han har tidigare spelat för Södertälje SK i Hockeyallsvenskan; Windsor Spitfires i Ontario Hockey League (OHL) samt Team USA i North American Hockey League (NAHL).
Fowler draftades av Anaheim Ducks i första rundan i 2010 års draft som toflte spelare totalt.

## Statistik
| 2004–2005   | Detroit Honeybaked U13 | MWEHL             | 24  | 6  | 19  | 25  | 6   | —  | — | —  | —  | —  |
| 2005–2006   | Detroit Honeybaked U14 | MWEHL             | 29  | 11 | 17  | 28  | 18  | —  | — | —  | —  | —  |
| 2006–2007   | Detroit Honeybaked U16 | MWEHL             | 21  | 5  | 13  | 18  | 18  | —  | — | —  | —  | —  |
|             | Detroit Honeybaked U18 | MWEHL             | 31  | 3  | 7   | 10  | —   | —  | — | —  | —  | —  |
| 2007–2008   | U.S. National U17 Team |                   | 59  | 2  | 12  | 14  | 12  | —  | — | —  | —  | —  |
|             | U.S. National U18 Team |                   | 1   | 0  | 0   | 0   | 0   | —  | — | —  | —  | —  |
|             | Team USA               | NAHL              | 38  | 3  | 10  | 13  | 2   | 3  | 0 | 0  | 0  | 2  |
| 2008–2009   | U.S. National U18 Team |                   | 47  | 8  | 32  | 40  | 44  | —  | — | —  | —  | —  |
|             | Team USA               | NAHL              | 14  | 2  | 7   | 9   | 12  | —  | — | —  | —  | —  |
| 2009–2010   | Windsor Spitfires      | OHL               | 55  | 8  | 47  | 55  | 14  | 19 | 3 | 11 | 14 | 10 |
| 2010–2011   | Anaheim Ducks          | NHL               | 76  | 10 | 30  | 40  | 20  | 6  | 1 | 3  | 4  | 2  |
| 2011–2012   | Anaheim Ducks          | NHL               | 82  | 5  | 24  | 29  | 18  | —  | — | —  | —  | —  |
| 2012–2013   | Södertälje SK          | Hockeyallsvenskan | 14  | 2  | 5   | 7   | 14  | —  | — | —  | —  | —  |
|             | Anaheim Ducks          | NHL               | 37  | 1  | 10  | 11  | 4   | 7  | 0 | 3  | 3  | 0  |
| 2013–2014   | Anaheim Ducks          | NHL               | 70  | 6  | 30  | 36  | 14  | 13 | 0 | 4  | 4  | 4  |
| 2014–2015   | Anaheim Ducks          | NHL               | 80  | 7  | 27  | 34  | 14  | 16 | 2 | 8  | 10 | 2  |
| 2015–2016   | Anaheim Ducks          | NHL               | 69  | 5  | 23  | 28  | 27  | 7  | 1 | 2  | 3  | 4  |
| 2016–2017   | Anaheim Ducks          | NHL               | 80  | 11 | 28  | 39  | 20  | 13 | 2 | 7  | 9  | 2  |
| 2017–2018   | Anaheim Ducks          | NHL               | 67  | 8  | 24  | 32  | 28  | —  | — | —  | —  | —  |
| 2018–2019   | Anaheim Ducks          | NHL               | 59  | 5  | 18  | 23  | 20  | —  | — | —  | —  | —  |
| 2019–2020   | Anaheim Ducks          | NHL               | 59  | 9  | 20  | 29  | 20  | —  | — | —  | —  | —  |
| 2020–2021   | Anaheim Ducks          | NHL               | 56  | 5  | 18  | 23  | 18  | —  | — | —  | —  | —  |
| 2021–2022   | Anaheim Ducks          | NHL               | 76  | 9  | 33  | 42  | 14  | —  | — | —  | —  | —  |
| 2022–2023   | Anaheim Ducks          | NHL               | 35  | 4  | 13  | 17  | 4   | —  | — | —  | —  | —  |
| NHL totalt  | NHL totalt             | NHL totalt        | 846 | 85 | 298 | 383 | 221 | 62 | 6 | 27 | 33 | 14 |
| NAHL totalt | NAHL totalt            | NAHL totalt       | 52  | 5  | 17  | 22  | 14  | 3  | 0 | 0  | 0  | 2  |

### Internationellt
| Källa: Uppdaterad: 2020-06-03 | Källa: Uppdaterad: 2020-06-03 | Källa: Uppdaterad: 2020-06-03 |         | Utv = Utvisningsminuter | Utv = Utvisningsminuter | Utv = Utvisningsminuter | Utv = Utvisningsminuter | Utv = Utvisningsminuter |
| År                            | Lag                           | Mästerskap                    | Matcher | Mål                     | Assists                 | Poäng                   | Utv                     |                         |
| ----------------------------- | ----------------------------- | ----------------------------- | ------- | ----------------------- | ----------------------- | ----------------------- | ----------------------- | ----------------------- |
| 2009                          | USA                           | U18-VM                        | 7       | 1                       | 7                       | 8                       | 4                       |                         |
| 2010                          | USA                           | JVM                           | 7       | 0                       | 2                       | 2                       | 4                       |                         |
| 2011                          | USA                           | VM                            | 7       | 1                       | 2                       | 3                       | 2                       |                         |
| 2012                          | USA                           | VM                            | 8       | 1                       | 4                       | 5                       | 2                       |                         |
| 2014                          | USA                           | OS                            | 6       | 1                       | 0                       | 1                       | 0                       |                         |
| Junior totalt                 | Junior totalt                 | Junior totalt                 | 14      | 1                       | 9                       | 10                      | 8                       |                         |
| Senior totalt                 | Senior totalt                 | Senior totalt                 | 21      | 3                       | 6                       | 9                       | 4                       |                         |